# Troy Ross
Troy Amos-Ross (* 17. Juli 1975 in Georgetown, Guyana) ist ein ehemaliger kanadischer Boxer im Cruisergewicht.

## Amateurkarriere
Von 1996 bis 2000 wurde er fünf Mal in Folge kanadischer Meister im Halbschwergewicht, nachdem er bereits 1994 den Copenhagen Cup in Dänemark und 1995 das Tammer-Turnier in Finnland gewonnen hatte. Bei den Weltmeisterschaften 1995 in Berlin besiegte er in der Vorrunde Romal Tagijew, schied aber im Achtelfinale gegen Dihosvany Vega aus.
1996 gewann er die amerikanische Olympiaqualifikation durch Siege gegen Ronn Rodgers sowie Enrique Flores und startete bei den Olympischen Spielen 1996 in Atlanta. Dort besiegte er Roland Raforme und Paul Mbongo, ehe er im Viertelfinale gegen Wassili Schirow auf einem 6. Platz ausschied.
1997 gewann er die Silbermedaille bei den Frankophonen Spielen, unterlag aber im ersten Kampf der Weltmeisterschaften 1997 in Budapest gegen Torsten Bengtson.
Beim Panamerican Tournament 1998 besiegte er Ramiro Reducindo, Gewinner der Panamerikaspiele 2003, sowie Yurkis Sterling, Junioren-Vizeweltmeister 1996, womit er die Goldmedaille erreichte. Bei den Commonwealth Games 1998 konnte er die Olympiateilnehmer Gurcharan Singh und Charles Adamu schlagen, ehe er im Finale gegen Courtney Fry unterlag und Silber gewann. Zudem gewann er eine Bronzemedaille bei den Panamerikaspielen 1999, nachdem er im Halbfinale knapp gegen Umberto Savigne verloren hatte.
Bei der amerikanischen Olympiaqualifikation 2000 erkämpfte er sich mit Siegen gegen Jose Garcia, den amtierenden Weltmeister Michael Simms und Gusmyr Perdomo einen Startplatz für die Olympischen Spiele 2000 in Sydney. Bei Olympia schied er im Achtelfinale gegen Albert Jegbefumer aus.

## Profikarriere
Von 2001 bis 2012 boxte Troy Ross als Profi und gewann 25 von 28 Kämpfen, davon 16 vorzeitig. Im Mai 2005 wurde er kanadischer Meister im Cruisergewicht durch einen vorzeitigen Sieg gegen Claudio Rîșco, der 2001 bei der Amateur-WM eine Bronzemedaille gewonnen hatte. Im März 2007 gewann er den Commonwealth-Titel im Cruisergewicht durch einen K.o.-Sieg in der zweiten Runde gegen den amtierenden britischen Meister John Keeton.
2009 war er Teilnehmer der vierten Staffel von The Contender, einer Reality-TV-Serie, in der ausgewählte Boxer näher vorgestellt werden und in einem Eliminierungsverfahren im Ring gegeneinander antreten. Ross gewann das Turnier, welches von Januar bis Februar 2009 in Singapur stattfand, durch Siege gegen Lawrence Tauasa, Felix Cora, Akinyemi Laleye und Ehinomen Ehikhamenor. Im Juni 2009 schlug er erneut den Amateurweltmeister Michael Simms, den er 2000 schon als Amateur besiegt hatte.
Nachdem er bereits vom Ring Magazine unter den zehn besten Boxern der Welt geführt wurde, erhielt er am 5. Juni 2010 im deutschen Neubrandenburg eine WM-Chance im Cruisergewicht. Er boxte dabei gegen Steve Cunningham um den vakanten IBF-Titel und konnte in der vierten Runde einen Niederschlag erzielen. Jedoch hatte er eine Cut-Verletzung im Bereich des linken Auges erlitten, welche noch in der Pause zur fünften Runde zu einem umstrittenen Abbruch des Kampfes und zu einem TKO-Sieg für Cunningham führte.
Am 15. September 2012 boxte er erneut um den IBF-Titel, diesmal gegen Yoan Hernández, welcher Cunningham im Oktober 2011 besiegt und auch im Rückkampf vier Monate später geschlagen hatte. Ross verlor den Kampf im deutschen Bamberg einstimmig nach Punkten. Dies war sein zugleich letzter Boxkampf.

## Sonstiges
Sein Vater Charles Amos war ebenfalls Boxer und vertrat Guyana bei den Olympischen Spielen 1968. Zudem ist Troy Ross ein Cousin des Boxers Egerton Marcus, welcher für Kanada die Silbermedaille im Mittelgewicht bei den Olympischen Spielen 1988 gewann.
Im dreifach Oscar-nominierten Spielfilm Das Comeback von 2005 spielt er den Boxer John Henry Lewis, welcher gegen Jim Braddock, dargestellt von Russell Crowe, kämpft. Zudem spielte er im Film Phantom Punch von 2008 den Boxer Floyd Patterson und hatte weitere Auftritte in den Filmen The Champ (2007) und Sacrifice – Tag der Abrechnung (2011).
2014 eröffnete er mit seiner Frau, der Lehrerin Alison McLean, eine Kindertagesstätte in Brampton bei Toronto.